# Jonas Gustavsson
Jonas Gustavsson (* 24. října 1984, Danderyd, Švédsko) je bývalý švédský hokejový brankář, který v severoamerické NHL odehrál 179 utkání. Po návratu do Švédska hrál v týmu v týmu Linköpings HC ve švédské lize Svenska hockeyligan.

## Kariéra

### Klubová kariéra
Gustavsson hrál v šesti letech za Stocksunds IF, kterému byl věrný 9 let do roku 1999, než přestoupil do klubu AIK Stockholm. Před šestnáctými narozeninami už nastupoval v kategorii osmnáctiletých. V sezóně 2002–03 už nastupoval ve švédské juniorské lize J20 SuperElit, kde tvořil duo s Gustafem Weslauem. v sezóně 2003–04 byl třetím brankářem prvního týmu AIK v lize HockeyAllsvenskan. v prvním týmu mu opět konkuroval Weslau, který po sezóně 2005–06 odešel do Malmö Redhawks, čímž se pro Gustavssona uvolnila pozice prvního brankáře týmu. Tuto pozici hájil v sezóně 2006–07. Před sezónou 2007–08 přestoupil do týmu Färjestads BK, který hrál Elitserien a podepsal s ním dvouletou smlouvu. v sezóně 2006–07 měl být náhradníkem Christophera Heino-Lindberga, který se ale na začátku sezóny zranil a místo Gustavssona dostal šanci Juuso Riksman. Gustavsson byl dokonce několikrát poslán do nižší ligy Division 1, kde hrál za Skåre BK. Po návratu Heino-Lindberga byl Riksman vyměněn a Gustavsson tak dostal více prostoru. Pro sezónu 2008–09 mu v týmu přibyla nová konkurence, když do týmu přišel Reinhard Divis, ale zase odešel Heino-Lindberg. Gustavsson se etabloval do role prvního brankáře a v sezóně odchytal 42 zápasů a po sezóně byl jmenován do All-Star Teamu Elitserien a cenu pro nejlepšího hráče ve Švédsku "Goldpucken". Po sezóně mu také vypršela smlouva a protože na sebe upozornil svými výkony v poslední sezóně a poté i na Mistrovství světa, kde vychytal bronzovou medaili, tak o něj byl velký zájem i v NHL. Nakonec o něj projevily zájem 4 týmy NHL (Colorado Avalanche, Toronto Maple Leafs, San Jose Sharks a Dallas Stars), ze kterých si vybral Toronto Maple Leafs, se kterými 7. července 2009 podepsal jednoletou smlouvu. v sezóně 2009-10 měl být náhradníkem Vesy Toskaly, se kterým se pravidelně v brance Toronta střídal. V sezóně 2010–11 jej trápily problémy s vysokým tlakem a zrychleným tepem, které ukázaly na srdeční vadu, kvůli které musel podstoupit operaci a většinu sezóny tak musel vynechat. 23. června 2012 byl z Toronta vyměněn do Winnipegu, kde se ale nedohodl na smlouvě a 1. července 2012 podepsal jako volný hráč smlouvu s Detroit Red Wings. Dne 4. května 2017 přestoupil do týmu Linköpings HC, kde působil do roku 2020, kdy ukončil profesionální hráčskou kariéru.

### Mezinárodní kariéra
Gustavsson debutoval na mezinárodní scéně během sezóny 2008–09 na Euro Hockey Tour a společně se Stefanem Livem a Johanem Holmqvistem byl nominován na Mistrovství světa 2009 ve Švýcarsku. Během šampionátu se vypracoval na prvního reprezentačního brankáře Švédska a pomohl týmu k bronzovým medailím po výhře nad USA v zápase o třetí místo. v roce 2010 chytal v jednom zápase proti Bělorusku na Zimních olympijských hrách ve Vancouveru, kde vypadli ve čtvrtfinále. Na konci sezóny 2009–10 hrál opět na Mistrovství světa v Německu, kde získal svojí druhou bronzovou medaili.

## Úspěchy

### Individuální úspěchy
- All-Star Team Elitserien – 2008–09
- Goldpucken – 2008–09
- Jeden ze tří nejlepších hráčů švédského národního týmu na MS – 2009, 2010

### Kolektivní úspěchy
- Člen Mistrů Elitserien – 2008–09
- Bronzová medaile na MS – 2009, 2010

## Statistiky

### Statistiky vzákladní části
| 2007–08            | Färjestads BK         | Elitserien         | 20  | 2.40 | 91,9  |    |    | 44  | 501  | 2 | 1102 |
| 2008–09            | Färjestads BK         | Elitserien         | 42  | 1.96 | 93,2  |    |    | 81  | 1101 | 3 | 2475 |
| 2009–10            | Toronto Maple Leafs   | NHL                | 42  | 2.87 | 90,2  | 16 | 15 | 112 | 1034 | 1 | 2339 |
| 2010–11            | Toronto Maple Leafs   | NHL                | 23  | 3.29 | 89,0  | 6  | 13 | 68  | 552  | 0 | 1242 |
| 2010–11            | Toronto Marlies       | AHL                | 5   | 1.14 | 95,5  | 3  | 1  | 5   | 105  | 0 | 263  |
| 2011–12            | Toronto Maple Leafs   | NHL                | 42  | 2.92 | 90,2  | 17 | 17 | 112 | 1035 | 4 | 2301 |
| 2012–13            | Detroit Red Wings     | NHL                | 7   | 2.92 | 87,9  | 2  | 2  | 17  | 123  | 0 | 349  |
| 2012–13            | Grand Rapids Griffins | AHL                | 1   | 1.00 | 96,3  | 1  | 0  | 1   | 26   | 0 | 60   |
| 2013–14            | Detroit Red Wings     | NHL                | 27  | 2.63 | 90,7  | 16 | 5  | 68  | 667  | 0 | 1551 |
| 2014–15            | Detroit Red Wings     | NHL                | 7   | 2.56 | 91,1  | 3  | 3  | 15  | 153  | 1 | 351  |
| 2014–15            | Grand Rapids Griffins | AHL                | 2   | 2.02 | 93,7  | 1  | 1  | 4   | 59   | 0 | 119  |
| 2015–16            | Boston Bruins         | NHL                | 24  | 2.72 | 90,8  | 11 | 9  | 57  | 565  | 1 | 1258 |
| 2016–17            | Edmonton Oilers       | NHL                | 7   | 2,43 | 87,77 | -  | -  | -   | -    | 0 | -    |
| NHL celkově        | NHL celkově           | NHL celkově        | 172 | 2.87 | 90,2  | 71 | 64 | 449 | 4129 | 7 | 9391 |
| AHL celkově        | AHL celkově           | AHL celkově        | 8   | 1.36 | 95,0  | 5  | 2  | 10  | 190  | 0 | 442  |
| Elitserien celkově | Elitserien celkově    | Elitserien celkově | 62  | 2.10 | 92,8  |    |    | 125 | 1602 | 5 | 3577 |

### Statistiky vplay off
| 2007–08            | Färjestads BK      | Elitserien         | 10 | 3.60 | 89,1 |   |   | 31 | 253 | 0 | 517  |
| 2008–09            | Färjestads BK      | Elitserien         | 13 | 1.03 | 96,1 |   |   | 14 | 343 | 5 | 819  |
| 2013–14            | Detroit Red Wings  | NHL                | 2  | 2.71 | 91,7 | 0 | 2 | 6  | 66  | 0 | 133  |
| NHL celkově        | NHL celkově        | NHL celkově        | 2  | 2.71 | 91,7 | 0 | 2 | 6  | 66  | 0 | 133  |
| Elitserien celkově | Elitserien celkově | Elitserien celkově | 23 | 2.02 | 93,0 |   |   | 45 | 596 | 5 | 1336 |